# Atum
Atum (auch Tem, Tem-Re, Atum-Re, Temu, Tema) war die altägyptische große Urgottheit aus Iunu (Heliopolis). Er war eine männliche Schöpfer- und Himmelsgottheit. In den Pyramidentexten des Alten Reichs ist Atum bereits als „Vorderster der großen Neunheit“ ebenso belegt wie auch sein Beiname „Der sich selbst erschaffen hat“.

## Name und Darstellung
Der Name unterlag im Verlauf der altägyptischen Geschichte unterschiedlichen Schreibweisen. In der Schreibung des Neuen Reiches hatte der Name Tem, Temu die Bedeutung von „alle Menschen“, „das Universum“, „Alles“ und „vollständig sein“.
Atum wird meist in Menschengestalt mit der Ober- und Unterägyptischen Doppelkrone (Pschent), die die Weiße Krone des Südens und die Rote Krone des Nordens vereint, aber auch mit Pfeil und Bogen dargestellt. Mit Bezug auf seine Erd- und Urnatur sind weitere Erscheinungsformen Schlange, Ichneumon, Widder, Löwe und Affe. In Verbindung zur Sonne erfolgt die Darstellung als Skarabäus.

## Bedeutung

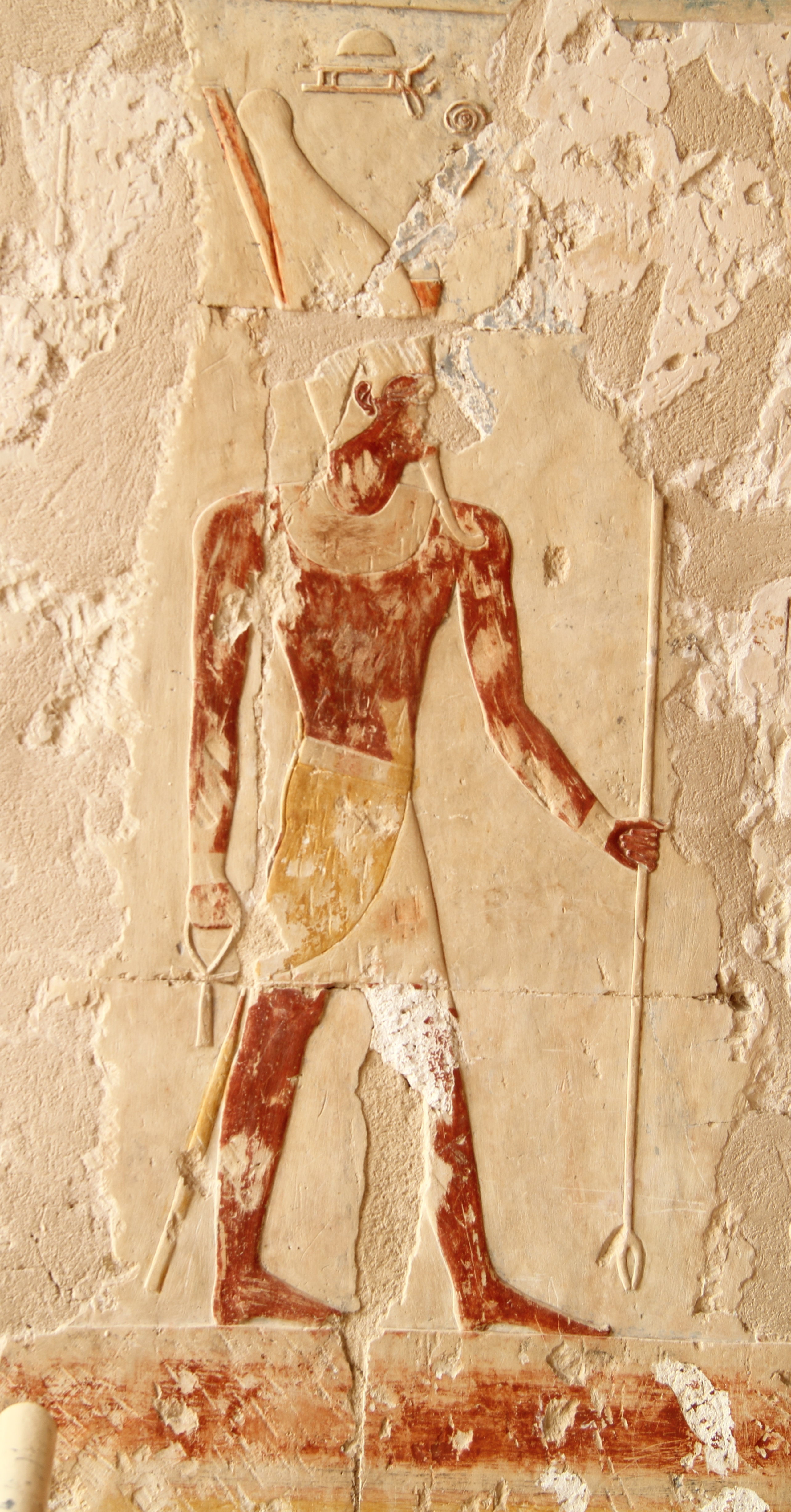
Atum im Relief mit Beschriftung (Deir el-Bahari)

Die heliopolitanische Kosmogenie der weltlichen Schöpfung versteht Atum als Lichtgott, der als Sonne während seines ersten Sonnenaufgangs das irdische Leben noch in sich trug. Aus ihm heraus entstanden durch Trennung die göttlichen zwei Geschlechter Schu, Gott der Luft, und Tefnut, Göttin des Feuers. Im Glauben der Altägypter waren das Diesseits und Jenseits (Duat) auch die Schöpfung von Atum. Doch während Re in Heliopolis die Sonne des Tages war, wurde Atum bei Sonnenuntergang und in der Nacht als abendliche Erscheinungsform des universellen Sonnengottes verehrt.
Die Pyramidentexte setzen Atum mit Re gleich, der später Atum-Re-Harachte genannt wurde. Atum war mit dem Phönix und seit dem Neuen Reich mit Apis verbunden. So vereinte der Urgott Atum in sich die Eigenschaften als Allherr, Schöpfer, König der Götter und des Königs, der Sonne, der Erde und war zudem zusammen mit Geb der Beschützer der Toten. Zum anderen kommt ihm später eine magische Bedeutung zu, da die „Hand des Atum“ Unwetter vertreiben konnte. Als Urgott von Heliopolis beanspruchte Atum die Königswürde im Götterreich, das nach der Reichseinigung beide Länder (Ober- und Unterägypten) umfassen sollte. Zu allen Zeiten der ägyptischen Geschichte spielen die Verheißungen des göttlichen Königtums auf das Erbe, den „Thron des Atum“ eine große Rolle.
Die Göttin von Hetepet, als „Herrin von Hetepet“ bezeichnet, wurde sehr früh zum weiblichen Komplement des Atum, weswegen ihr Beiname „Gotteshand, die die Neunheit gebar“ lautet. In der 18. Dynastie wird diese Göttin Hathor genannt und zuweilen auch als Kuh dargestellt.

## Kult und Kultorte
Atum wurde als Allherr und Weltschöpfer verehrt, dessen heiliger Gegenstand der sogenannte Benben-Stein ist, der den Urhügel darstellt. Seit dem Alten Reich wurde Atum hauptsächlich in Heliopolis (On) verehrt und hatte dort einen Tempel, den sogenannten Hut-Benben (ḥw.t bnbn), „das Haus des Urhügels“. Dieser Tempel war mit dem „Haus des Phoenix“ (ḥw.t bn.w) verbunden, bzw. war ein Teil davon. Vermutlich war Atum die wichtigste Gottheit in Heliopolis. Inschriften bezeichnen Atum oft als „Herr von Heliopolis“.
Weitere Kultorte befanden sich in Per-Atum beziehungsweise Teku in der Region Pithom im 8. unterägyptischen, östlichen Harpunengau. In Herakleopolis wurde das Grab des Atum verehrt.
Atum war mit dem altägyptischen König (Pharao) eng verbunden, was sich in zahlreichen kultischen Ritualen zeigt. So ist es Atum, der den König zur Zeit des Neuen Reiches zusammen mit dem thebanischen Gott Month in den Amun-Tempel von Karnak begleitet. Aus der Spätzeit stammt ein Papyrus, der sich heute im Brooklyn Museum in New York befindet, und der von der Bedeutung des Gottes beim ägyptischen Neujahrsfest berichtet.
Der Aal wurde als heiliges Tier des Atum verehrt.